# Can Frigola (Cornellà del Terri)
Can Frigola és una obra de Cornellà del Terri (Pla de l'Estany) inclosa a l'Inventari del Patrimoni Arquitectònic de Catalunya.

## Descripció
Antiga masia de planta rectangular amb volums annexes. Es desenvolupa en una planta semisoterrani i dues plantes superiors. Interiorment el cos principal s'estructura a partir de tres crugies paral·leles. Les parets estructurals són de maçoneria, amb carreus a les cantonades fets amb pedra de Banyoles. A les façanes de llevant i de migdia hi ha adossat un cos d'una sola planta i terrat superior, construït en el segle passat, amb un porxo a sota fet amb arcs rebaixats. En un extrem d'aquest porxo es conserva una porta dovellada, que primitivament hauria estat l'accés principal al mas, abans de les reformes. Les obertures són emmarcades amb carreus i les del primer pis presenten llindes en forma d'arc rebaixat.